# Faroald I.
Faroald I. (auch Faruald; † 591) war von 570 bis 591 dux des langobardischen Herzogtums Spoleto.

## Leben

Italien in der Frühphase der Langobarden

Die Langobarden drangen um 570, von Norden kommend, auch in Mittelitalien ein und drängten dabei die Byzantiner auf deren befestigte Plätze an der Küste zurück. Zu größeren Schlachten kam es nicht, vielmehr erfolgte eine Durchdringung des Landes durch so genannte farae, größere wandernde Verbände von Langobarden, die zugleich Siedler und bewaffnete Truppe waren und jeweils unter der Führung eines Anführers standen, der nach vollendeter Landnahme zum Herzog des jeweils besetzten Territoriums wurde. Für die nach Spoleto vordringenden Langobarden übernahm Faroald diese Rolle, der zunächst noch unter der formalen Oberhoheit der ersten beiden Langobardenkönige Alboin und Cleph stand, während des zehnjährigen königslosen Interregnums, das auf den Tod Clephs folgte (574–584) aber völlig souverän regierte. So führte er den Kampf gegen Byzanz weiter, um sein Herrschaftsgebiet auszudehnen.
Faroald eroberte um 570 zunächst die Gebiete von Nursia, Spoleto und Amiternum, wobei er gegen katholische Geistliche rücksichtslos vorging und sie z. B. in Spoleto durch arianische Bischöfe ersetzte.
Classis, der Hafen Ravennas, wurde 579 von Faroald geplündert. Am 26. November 579 wurde Papst Pelagius II. ohne die Bestätigung durch den Kaiser geweiht, da Rom zu dieser Zeit von Langobarden, vermutlich unter Faroalds Führung, belagert wurde.
Um 585 war der langobardische dux Droctulft zu den Byzantinern übergelaufen und befreite um 588 im Auftrag des patricius Smaragdus den Hafen Classis von den Langobarden. Darauf schloss König Authari mit Smaragdus einen 3-jährigen Frieden.
Faroald hatte (mindestens) zwei Söhne, von denen einer, Theudelapius, später ebenfalls dux von Spoleto wurde.
Als Faroald 591 starb, wurde Ariulf sein Nachfolger.